# Gorbea (Chile)
Gorbea es una comuna de la zona sur de Chile, en la Provincia de Cautín en la Región de la Araucanía. Integra el distrito electoral N.º 23 y pertenece a la XI Circunscripción Senatorial (Araucanía).

## Etimología
Mediante Decreto supremo N.º 924 del 29 de abril de 1904, firmado por el Presidente de la República Germán Riesco Errázuriz, se funda oficialmente la localidad de Gorbea, como subdelegación N.º 2, del Departamento de Villarrica.
Se le denominó Gorbea en honor al ilustre matemático español, profesor del Instituto Nacional de Chile, creador del Cuerpo de Ingenieros Civiles y Decano de la Facultad de Ciencias Físicas y Matemáticas de la Universidad de Chile, don Andrés Antonio de Gorbea (1792-1852).

## Historia

### Asentamientos mapuches en Dónguil y Quitratúe

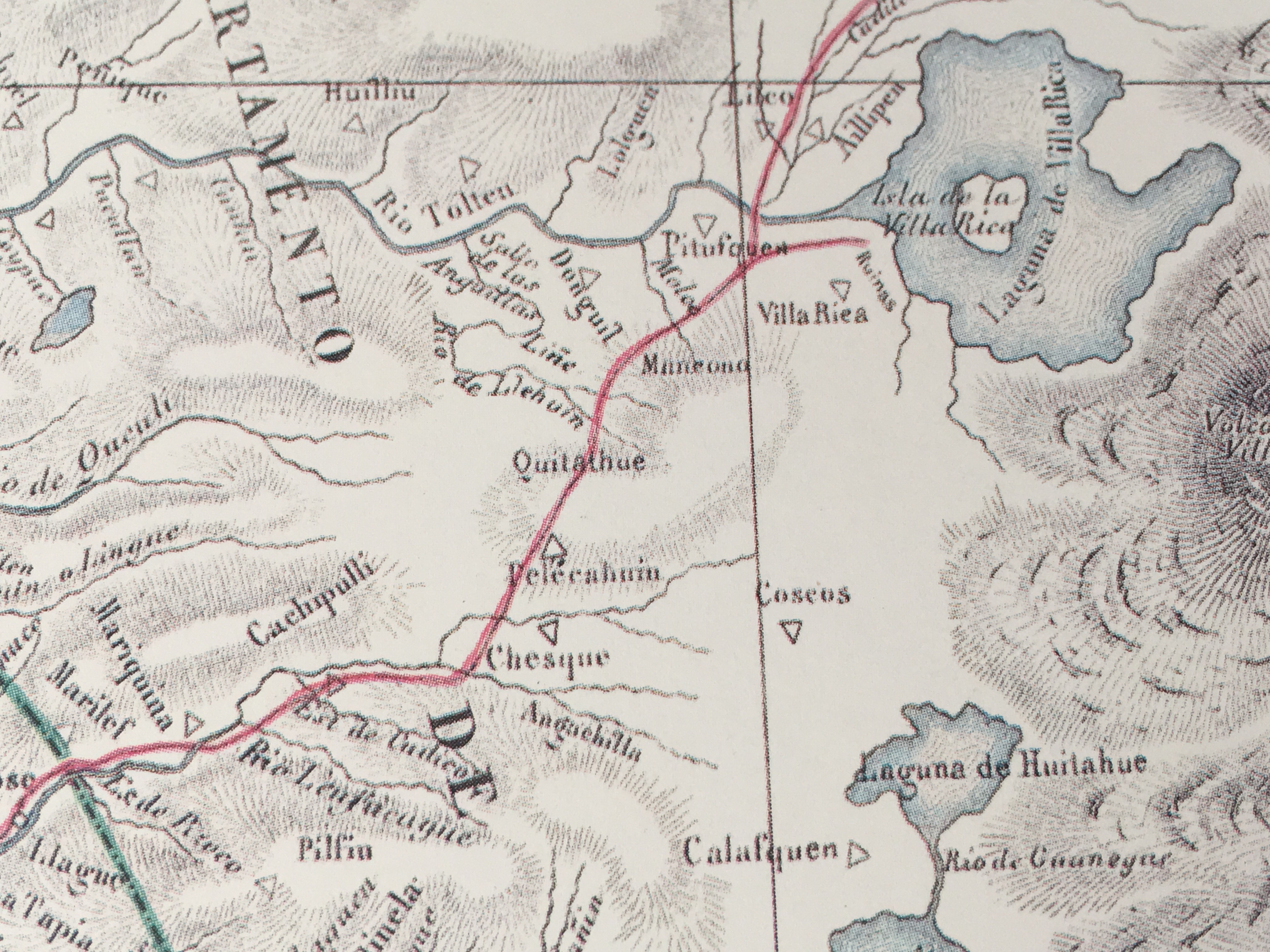
Donguill y Salto de las Anguilas en mapa de Claudio Gay, 1854.

En 1723 durante gobernador Gabriel Cano y Aponte, se ordena la retirada de los misioneros jesuitas de las tierras mapuches en la actual Región de La Araucanía, quienes estaban a cargo de mantener la paz y propagar la fe. Es así que los misioneros se retiraron de Boroa a la Estancia de Dónguil y luego de unos días viajan a la ciudad de Valdivia. Esto indica que la presencia de los jesuitas en la actual Gorbea en esos años.
En el año 1777, el Juan Ignacio Molina publica su obra “Compendio de la historia geográfica, natural y civil del Reyno de Chile” en el que se incorpora un mapa del geógrafo Tomás López, en el que aparecen algunos asentamientos mapuche junto el Rio Donguill y en Quitatue.
El 15 de diciembre de 1822, el general Jorge Beauchef, una vez que las fuerzas de Thomas Cochrane tomaran la ciudad de Valdivia, organizó una expedición de 500 infantes y 50 caballos contra el sargento Palacio, jefe de la montonera que tenía de su lado a los mapuches que vivían al norte de Valdivia. El cacique Caleufú de Dónguil es considerado un hombre de reputación e indispensable para los proyectos de Palacio pero Caleufú entregó a Palacio a la justicia.
En el año 1848, el Intendente de Valdivia, Juan Francisco Adriazola, en carta al ministro del Interior hace mención a los lonkos que se presentaron en Valdivia para solicitar la toma de posesión del antiguo del fuerte español de Villarrica, entre los que se encontraba el lonko Manquelepi de la reducción de Donguil.
En 1854, el naturalista francés Claudio Gay publica su Atlas, en el mapa de Valdivia aparece las poblaciones de Quitratue y Dónguil, además del Salto de Las Anguilas del Río Dónguil.
En marzo de 1860, el explorador alemán Paul Treutler realiza su tercera expedición a la Araucanía desde Valdivia pasando por Quitratúe, aquí se encontraba el Cacique Lemunao.
Años más tarde, en 1882, el ejército de ocupación hace un levantamiento de los loncos de cada reducción, en el caso de Dónguil aparece el nombre del lonco Millaman con una población de 150 personas.
Alrededor del año 1887 era un modesto caserío, donde esforzados obreros chilenos procedían a la instalación de la línea férrea, talando y rozando la tupida selva que, en casi su totalidad, cubría dicho sector de la frontera, este caserío recibía aún el nombre de Donguil.

### Llegada del Ferrocarril, Nueva Transvaal y fundación de Gorbea
La vía de transporte y comunicación más importante vendría a ser la línea del ferrocarril, extendida entre las estaciones de Pitrufquén y Antilhue. El tramo anterior, Temuco - Pitrufquén, había sido inaugurado el 13 de noviembre de 1898 por el presidente de la República, don Federico Errázuriz Echaurren.
El auge económico observado desde los inicios, dado por la alta producción agrícola y maderera de la zona, necesitó imperiosamente del establecimiento de tres estaciones de Ferrocarriles: Gorbea, Quitratué y Lastarria en una distancia inferior a los 20 kilómetros.
Su primer registro de población está contenido en el Censo efectuado en el año 1895, fecha en que apenas contaba con la cifra de 1763 habitantes, núcleo que daría origen al pueblo levantado a la orilla Oeste del FF.CC y la ribera Este del río Donguil a 93 metros sobre el nivel del mar y a 14 kilómetros al sur de Pitrufquén.
El plano oficial de la población ubicada en la latitud 39°06° y longitud 72°40° realizado por el Ingeniero de Colonización Cristian Cornely contemplaba 50 manzanas, 393 sitios, plazas, estación de ferrocarriles del Estado y otros.
mediante Decreto Supremo N.º 924 del 29 de abril de 1904, firmado por el presidente de la República (Germán Riesco Errazuriz), se funda oficialmente la localidad con el nombre de Gorbea, como subdelegación n.º 2, del departamento de Villarrica.
Por esos años, el 5 de junio de 1903 llega a Pitrufquén un grupo de aproximadamente 200 inmigrantes neerlandeses con el objetivo de instalarse en el caserío de Donguil, es así que comienza el despeje de terrenos en el camino que se llama actualmente Cuarta Faja, el que fue denominado en ese entonces como Faja Boer. 

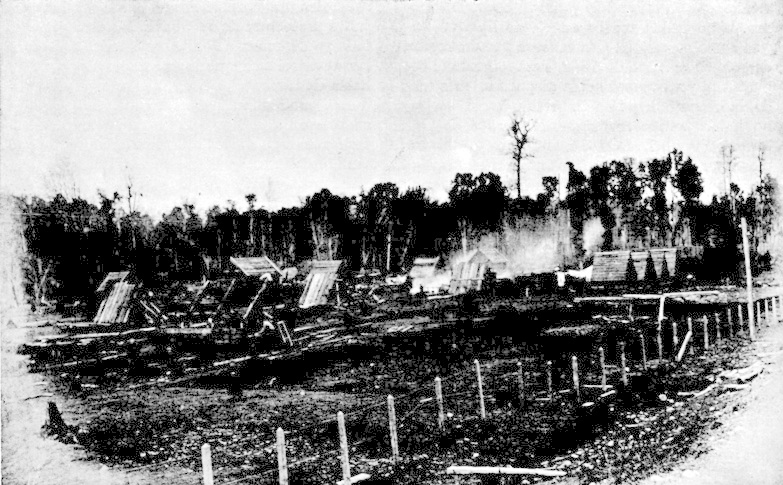
Colonos Bóeres en Gorbea hacia 1903.

Tras la nueva denominación del asentamiento de Donguil a Gorbea, se establece el año 1904 Colonia de Nueva Transvaal, ubicada al oriente de la estación de ferrocarriles. Antes de su asentamiento definitivo, los colonos hombres viajaban a diario desde Pitrufquen para preparar los terrenos antes de mudarse con sus familias, el asentamiento comenzó con la distribución de tierras a 52 familias. Nuevas familias de colonos bóeres llegarían a la Región de Araucanía entre 1907 y 1909.
Por medio del Decreto N.º 1.157 de fecha 22 de mayo de 1911 se le otorgó oficialmente la condición de Comuna, estableciéndose como su capital el pueblo de Gorbea y continuando su dependencia del Departamento de Villarrica.
Entre los primeros pobladores de Gorbea recordamos al presbítero José Agustín Gómez, ex Párroco de San Felipe; a los madereros Juan Antonio y Francisco 2.º Henríquez; a los comerciantes Bartolomé Yévenes y Juan Omegna, y el Hotelero Napoleoni; los agricultores José Campos y F. Tovarías; el industrial curtidor y colono Alemán, Hermann Niklas. También se agregan los nombres de Nicanor Acuña, José Álvarez, Cirilo Makuc, Herminio Henríquez, Juan B. Rojas Urzúa, Juan Ramón Sotomayor y Pedro Alveal, quien tuvo el mérito de traer la primera máquina trilladora, la cual era movida por una turbina que se instaló en la caída de una vertiente que desaguaba en la piscina.

## Medio ambiente

### Geomorfología y componentes abióticos

Trazado simplificado de los ecosistemas y cuerpos de agua presentes en la comuna de Gorbea.

La comuna de Gorbea se encuentra emplazada en las unidades geomorfológicas de Llano central con morrenas y conos, Cordillera de la costa y Llanos de sedimentación fluvial o aluvional; y presenta según la clasificación climática de Köppen clima mediterráneo de lluvia invernal (Csb) y clima templado lluvioso con leve sequedad estival (Cfb (s)). Las temperaturas medias en el mes de enero es de 17,2 °C y 7,6 °C en el mes julio, con una media anual cercana a los 12 °C. Las temperaturas mínimas se registran en -5 °C en invierno y máximas en 35 °C durante los meses de enero y febrero en el verano. Presenta precipitaciones durante todo el año, las que oscilan entre 1000 mm. en los sectores más bajos y 2.000 mm. en los más altos, con algunas variaciones locales determinadas por exposición a la influencia marítima y el relieve.
Esta comuna además se halla entre las cuencas hidrográficas de Costeras entre límite de la región y el río Valdivia, río Queule y río Toltén. Además, la comuna posee diversos cuerpos de agua, entre los que se destacan el río Donguil y río Quinque.

### Componentes bióticos
Dentro del territorio de la comuna se pueden hallar los siguientes ecosistemas:
- Bosque caducifolio templado donde predominan Nothofagus obliqua y Laurelia sempervirens (En peligro)
- Bosque laurifolio templado interior donde predominan Nothofagus dombeyi y Eucryphia cordifolia (Preocupación menor)

### Medidas de protección ambiental y conflictos socioambientales
Hasta 2022, la comuna de Gorbea cuenta con un área territorial destinada a la protección ambiental:
- Mahuidanche - Lastarria (Sitios Ley 19.300)[19]

La comuna de Gorbea cuenta además con un Comité Ambiental Comunal desde el año 2016 cuya misión es monitorear la Estrategia de Medio Ambiente en la comuna. La Estrategia cuenta con tres ejes principales: Protección de ríos, esteros y sitios de interés turístico;  Gestión de residuos; y Educación y difusión ambiental. La oficina de Medio Ambiente de la comuna de Gorbea tiene, a su vez dos líneas de acción a su cargo: Gestión e Higiene Ambiental y Educación Ambiental.

#### Protección lumínica
Uno de los aspectos más sobresalientes de Gorbea es que cuenta con una Ordenanza municipal de Medio Ambiente, vigente desde el año 2014, que incluye la prevención respecto a la Contaminación lumínica, asegurando con esto una mejor calidad de cielos.

## Demografía
Con proyecciones realizadas por el Instituto Nacional de Estadísticas, para el año 2015, el 51 % corresponderán a hombres, mientras que el 49 % a mujeres. 
Respecto a la población indígena, en el censo de 2002, el 91,16 % dijo no pertenece a ninguna y el 8,8 % pertenece al Pueblo Mapuche.
También, en el censo de 2002, el  77,65 % de la población se consideró Católica, el 14,92 % Evangélica, el 3,39 % eligió otra y el 4,04 % se considera no pertenecer a ninguna, ateo o agnóstico.
Es importante destacar, que la Encuesta Casen 2013, determinó que el 36,1% de la población se encuentra en situación de Pobreza por Ingresos.

## Administración

### Municipalidad
La Ilustre Municipalidad de Gorbea es dirigida en el periodo 2021-2024 por el alcalde Jorge Andrés Romero Martínez (DC), quien preside el Concejo municipal compuesto por los siguientes concejales:
- Rodrigo Alexis Poblete Torres (RN)
- Rosa Elena Verdejo Silva (RN)
- Juan Carlos Cid Peña (UDI - Ind)
- Fabián Ulloa Reyes (DC)
- Gabriel Alejandro Ordóñez Miranda (IND)
- Jorge Urbano Quezada Leiton (IND)

### Representación parlamentaria
Gorbea integra el Distrito Electoral n.º 23 y pertenece a la 11.ª Circunscripción Senatorial. De acuerdo a los resultados de las elecciones parlamentarias, Gorbea es representada en la Cámara de Diputados del Congreso Nacional por los siguientes diputados:
Diputados
- Miguel Alejandro Mellado Suazo (RN)
- Miguel Ángel Becker Alvear (RN)
- Henry Leal Bizama (UDI)
- Andrés Jouannet Valderrama (IND - Partido radical)
- Stephan Herbert Schubert Rubio  (IND - PRCh)
- Mauricio Antonio Ojeda Rebolledo (IND - PRCh)
- Ericka Ñanco Vásquez (Revolución Democrática)

A su vez, en el Senado la representan Felipe Kast Sommerhoff (Evópoli), Francisco Huenchumilla Jaramillo (PDC), Jaime Quintana Leal (PPD), José García Ruminot (RN) y Carmen Gloria Aravena Acuña (Evópoli) en el periodo actual.

## Economía
En 2018, la cantidad de empresas registradas en Gorbea fue de 228. El Índice de Complejidad Económica (ECI) en el mismo año fue de -0,54, mientras que las actividades económicas con mayor índice de Ventaja Comparativa Revelada (RCA) fueron Cultivo de Plantas Vivas y Floricultura (465,46), Elaboración de Harinas de Trigo (232,83) y Cultivo de otras Oleaginosas (88,63).

### Cultivos

#### Avellanas chilenas
Las avellanas chilenas son parte de la producción natural de Gorbea. Gevuina avellana es un árbol frutal nativo del centro sur de Chile, conocido como "avellano" en español y como "ngefün" en mapudungún. Sus frutos son usados desde la época prehispánica por los mapuches, para ser consumidos frescos, tostados o como harina.
A partir del año 2014 varios productores artesanales de Gorbea expanden los cultivos de este árbol e incorporan maquinaria producida en la misma comuna para tostar los frutos del avellano. A partir del año 2015 algunos comienzan la instalación de tostadurías semi industriales.
La mayor parte de los cultivos se encuentran los sectores de Lastarria, Pidenco Alto y Gorbea. La producción alcanza a los 40 mil kilos por hectárea tras 8 años de haber plantado los árboles. La cosecha de frutos se realiza entre los meses de febrero, marzo y abril. El 50% de la producción es consumida en la Región Metropolitana de Santiago y el 80% de la producción es vendida como avellana tostada.
El aumento de cultivos de avellano en Gorbea ha permitido en gran parte detener el avance de los cultivos de pino radiata. Se trata de una especie considerada sustentable, la cual cuenta con el apoyo de la Universidad Austral de Chile y la Universidad de La Frontera quienes han estudiado la potencialidad de esta especie y han avanzado seleccionando genotipos de alta calidad, realizando estudios nutricionales y características físico químicas del aceite de avellana chilena para fines nutricionales y fitoterapeuticos.
En los últimos años se han desarrollado varios productos gurmé con base en la avellana chilena. Los principales productos derivados de la avellana chilena son las avellanas tostadas y la harina de avellana chilena. Sin embargo, a partir del año 2016 los productores nacionales han comenzado a producir derivados como café, bombones, turrones, alfajores y chocolates con base en avellana chilena, lo que ha permitido mejorar la oferta gastronómica local en las zonas de producción. Adicionalmente, algunos productores han explorado el área de la cosmetología, debido a que el aceite de avellana chilena tiene gran cantidad de antioxidantes e hidratantes para la piel. En Gorbea han surgido varios procesadores de este producto, lo que ha permitido contar con tostadurías y salas de venta.

#### Avellanas europeas
Corylus avellana, conocido en Chile como "avellano europeo" y en otros lugares simplemente como "avellano", comienza a cultivarse en la región del Maule en el año 1985 con la variedad ‘Barcelona’. Solo el año 2007 se inician los primeros cultivos en la región de la Araucanía.
El año 2009 se comienzan a plantar avellanos europeos en Gorbea de forma industrial y rápidamente el cultivo pasó de 45 hectáreas a 120 hectáreas el año 2017, principalmente de las variedades ‘tonda di giffoni’ y ‘Barcelona’. A partir del año 2011 comienzan a plantarse nuevas variedades traídas de Oregón Estados Unidos como ‘jefferson’ y ‘yamhill’.
Gorbea constituye el lugar con mayor producción de avellano europeo en la Región de Araucanía.
La producción de avellana europea está destinada principalmente al mercado extranjero, en particular a la producción de chocolates. Otra parte de la producción se destina a la ´producción de aceite con fines cosméticos.

#### Berries
Desde el año 2008, el Instituto Nacional de Investigaciones Agropecuarias (INIA Carillanca) ha estado trabajando en la comuna de Gorbea para detectar variedades del arbusto frutal nativo Ugni molinae, conocido en español como "murtilla" o "murta" y como uñi en mapudungún. Su fruto que tiene múltiples usos para la repostería. En esta comuna se encontraron las variedades “Red Pearl” y “South Pearl” de esta especie. Esto se realizado con el apoyo y compromiso de los pequeños y medianos agricultores locales, lo que ha permitido que esta comuna lidere la exportación de berries. Los productores pertenecen a localidades de Lastarria, Rinconada de Quitratúe y Quinta Faja.
A partir del año 2015, comienza la producción de una serie de berries, con lo cual se instala una planta productora a cargo de una cooperativa agrícola compuesta por 17 productores de la comuna. Los productos principales que se elaboran son con base en frambuesas, frutillas, arándanos, murtillas y manzanas. Los subproductos se enfocan a la producción de heladería y repostería prémium, tales como salsas y dressing de frambuesa, maqui y frutilla, así como también los aderezos para carnes rojas y blancas con base en berries y la producción de hierbas medicinales destinadas a infusiones.

## Servicios públicos

### Educación
La comuna de Gorbea cuenta 16 establecimientos educacionales, dos de ellos corresponden a establecimientos particulares subvencionados por el estado y los otros son todos de dependencia municipal con financiamiento público.
Establecimientos de educación en zonas urbanas: 
En Gorbea: el liceo Bicentenario Andrés Antonio Gorbea, escuela básica Cinco, escuela Presbítero José Agustín Gómez, escuela Los Perales y el colegio Juan Pablo II; En Lastarria: complejo José Victorino Lastarria y la escuela particular Nuestra Señora del Carmen; y en Quitratue: Escuela Básica Licarayén.
Los establecimientos de educación en zonas rurales son: 
Escuela básica municipal San Justo, en sexta Faja Huellente Alto; escuela básica Melirehue, en Melirrehue; escuela básica El Rinco en Sexta Faja El Liuco; escuela El Liuco, en El Liuco, escuela El Laurel en Quinta Faja; escuela Cuarta Faja en Cuarta Faja km 10; Escuela Faja Ricci en Faja Ficci km 6; y Escuela Pidenco Alto en Pidenco Alto.

### Salud
La comuna de Gorbea cuenta con los siguientes establecimientos de salud públicos: Hospital de Gorbea, la posta de salud rural de Quitratúe, la posta rural El liuco, Centro General Rural de Lastarria y la posta de salud rural Huellanto Alto.

## Cultura

### Gastronomía

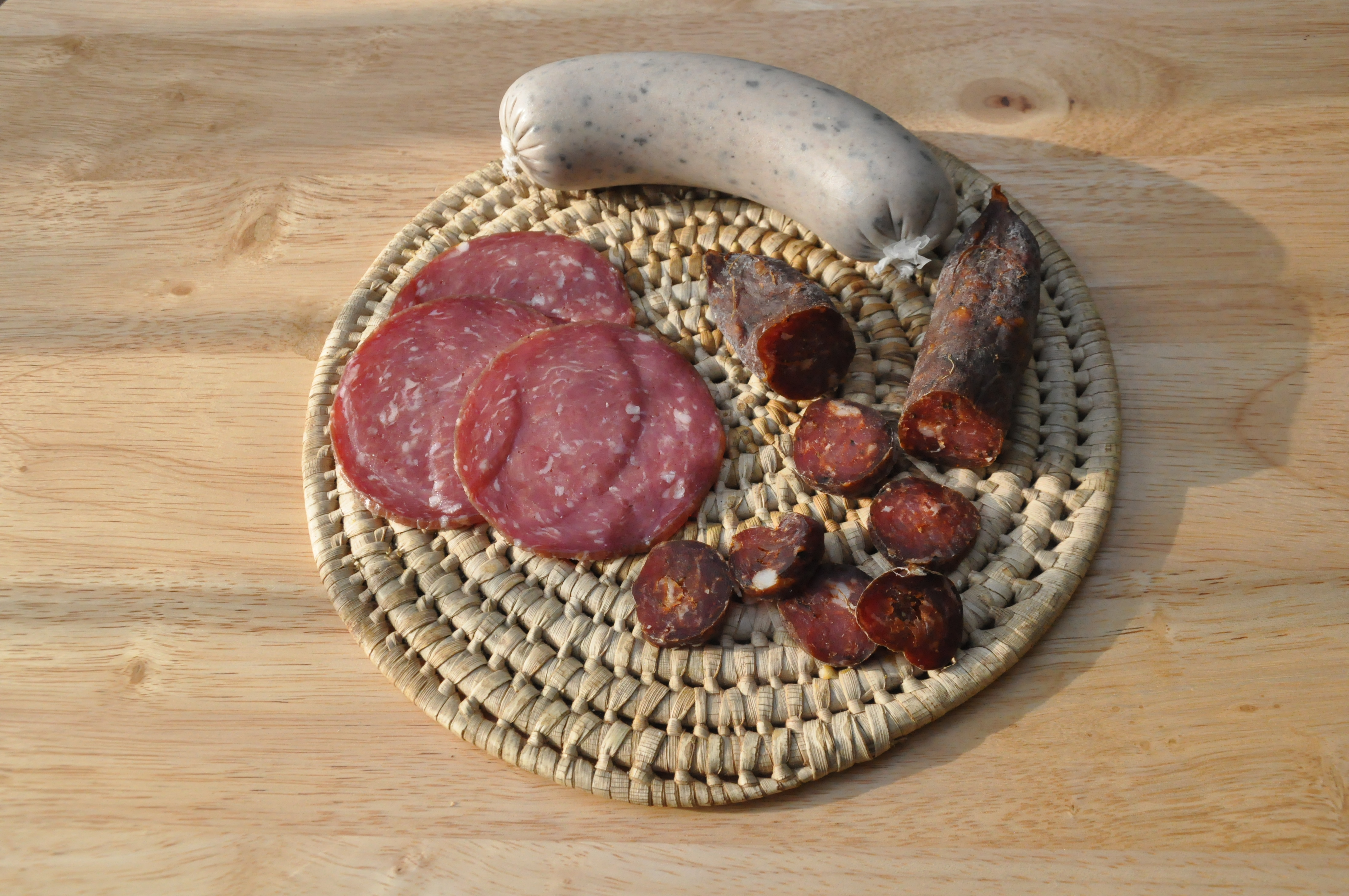
Cecinas artesanales de Gorbea

#### Repostería
La comunidad ha compartido y mejorado sus repostería como queques, kuchenes, tartaletas, pie de limón y variadas recetas de tortas, entre otros dulces y postres. Gracias al desarrollo de las tostadurías de avellanas chilenas y europeas en la comuna, se han implementado productos de pastelería derivados de la harina de avellana, trufas, chocolates, bombones, entre otros.
En los últimos años han surgido iniciativas para el desarrollo de mermeladas gurmé con base en berries, nalca y ruibarbo.

#### Cecinas de la comuna
La producción de cecinas en la comuna de Gorbea es de carácter tradicional. Existen fábricas de cecinas artesanales en Gorbea, Quitratúe y Lastarria. 
Un aspecto importante en las cecinas de esta comuna es su inconfundible sabor gracias a los aliños de origen mapuche y de origen natural. Su fama es conocida en la Región de La Araucanía y en algunas cadenas de supermercado que les han permitido vender sus productos en otras partes de Chile.
Se considera que en Gorbea se encuentran actualmente unas de las mejores longanizas del país, entre ellas el famoso “chorizo araucano” elaborado con paleta de cerdo y ahumado durante tres semanas, el lomito ahumado, salame ahumado, las salchichas de vacuno, cerdo y tocino y las llamadas “gordas” y las chuletas kassler, que es un corte de lomo de cerdo con hueso y curado con sal.

### Eventos comunales

#### Encuentro campesino
Esta es una actividad organizada por la Agrupación de Pequeños Agricultores de la comuna de Gorbea con el apoyo del Municipio de Gorbea, y que forma parte de la programación de verano de esta comuna durante el mes de enero de cada año. La cual reúne a más de 1.500 personas y contempla juegos populares como el tiro de la cuerda, tiro al blanco, campeonato de rayuela, actividades deportivas como fútbol, además de la elección de reina campesina, muestras de música en vivo y comidas típicas como asados de cordero, empanadas, calzones rotos y chicha. La actividad se desarrolla en un lugar campestre en la sexta faja llamado La Herradura.

#### Feria Costumbrista de Lastarria
Es una actividad organizada por la agrupación "Feria Costumbrista de Lastarria". Es una de las actividades más importantes para la comuna. Es realizada cada inicio de febrero, durante tres días, donde se destacan tradiciones chilenas, como de la comuna, gastronomía típica chilena y música en vivo. Cada año asisten a la feria, aproximadamente 50 mil personas.

#### Fiesta del Cordero
es una actividad gastronómica que se realiza anualmente en el mes de enero en la plaza de la localidad de Quitratúe. Esta actividad cuenta con música en vivo, juegos infantiles, feria de emprendedores y además una muestra gastronómica basada en cordero.

#### Fiesta del Avellano
es un evento musical que se realiza en la Media Luna de la localidad de Gorbea en el mes de febrero y que conmemora el cierre de la temporada estival y que reúne a más de 18 mil personas.

#### We Tripantu
conocida popularmente como Año Nuevo Mapuche, es una actividad tradicional y sagrada de origen mapuche que se celebra todos los años en la comuna de Gorbea a la espera de la salida del sol y que se programa por parte de las comunidades indígenas entre el 21 y 24 de junio.  Se realiza una celebración en el sector Huellanto, en el kilómetro 19 de la Sexta Faja.
Comunidad Nicolás Ailio es una de las que celebra esta actividad con algunos invitados y autoridades locales, se realiza con bailes tradicionales y rogativas en mapudungun. Igualmente, la comunidad Travol-Llanca de Lastarria realiza una rogativa en el sector, también con presencia de autoridades y gente del pueblo.
En el sector de Rauco, la comunidad Mikaela Huanquil, también realiza actividades tradicionales para celebrar esta fecha. 
Algunas escuelas de la comuna realizan una ceremonia para la comunidad escolar con la presencia de una machi.

## Lugares de interés

### Salto del Río Donguil
Ubicado 4 kilómetros al sur de Gorbea, cerca del Puente Donguil, por la ruta S-92 que conduce a Quitratúe y Lastarria. Constituye el principal atractivo para turistas y fotógrafos. Entre los meses de julio a septiembre, el lugar es visitado por pescadores locales que buscan extraer ejemplares de lamprea de bolsa (Geotria australis), también llamada Filoko por las comunidades mapuche. Durante el mes de septiembre es la mejor época para obtener buenas fotografías.
El salto de origen natural fue modificado para obtener energía eléctrica que abasteció por muchos años a la comuna, pero una vez que se conectó al sistema interconectado central (SEC), la planta eléctrica fue desmantelada y quedó el salto en toda su extensión para uso turístico.

### Balneario del Río Donguil
También conocido como piscina natural. Este balneario constituye uno de los principales atractivos locales de la comuna de Gorbea, se ubica solo a 500 metros del centro urbano de Gorbea.
Este sector del río se encuentra habilitado como un balneario público tradicional que reúne a familias y visitantes durante las temporadas de verano. En esta temporada el río disminuye su caudal y deja a la vista una piscina natural que es usada para la recreación. El lugar se encuentra habilitado como balneario durante las temporadas estivales. Cuenta además con un sendero de 700 metros en el borde del río junto a algunos miradores. El lugar ha sido restaurado con árboles nativos con apoyo de Conaf. Durante la temporada de verano el municipio realiza algunas mejoras entre las que se incluye contar con un salvavidas.

### Taller Folil Metawe
Este taller se ha dedicado a la especialidad de reproducir fielmente la alfarería mapuche. En varias oportunidades ha extendido actividades y talleres en la Región de la Araucanía y ha realizado muestras itinerantes para dar a conocer las distintas técnicas de alfarería, así como la cultura alfarera del pueblo mapuche con el apoyo del Consejo Nacional de la Cultura y las Artes. El escritor e historiador local Sergio San Martin inició su taller el año 1979 y su familia ha continuado su legado.
El taller cuenta con una muestra permanente de cerámica tipo Pitrén, típica del sur de Chile, cerámica tipo Valdivia; muy propia de Valdivia y de Angol que se caracteriza por cuerpos esféricos y con engoble rojo sobre blanco, además de Cerámica de contacto, la que fue creada por el pueblo mapuche posterior a la llegada de los españoles, así como distintos tipos de Pipas mapuche o Kutra.
El taller se encuentra ubicado en calle O’Higgin 475, Gorbea.

## Medios de comunicación

### Radioemisoras
La comuna cuenta actualmente con una radioemisora local y una estación repetidora, y además recibe señales desde localidades aledañas y repetidoras de nivel nacional. Dentro del listado de las que se pueden oír en el espectro de frecuencia modulada se encuentran:
- 88.1 MHz - Radio Bio-bío (Temuco)
- 89.3 MHz - UFRO Radio
- 90.3 MHz - Radio Pudahuel
- 90.9 MHz - Radio Mirador
- 91.3 MHz - Infinita FM
- 91.7 MHz - FM Centro (Local)
- 92.1 MHz - ADN Radio
- 92.9 MHz - Los 40
- 93.5 MHz - Rock & Pop
- 94.3 MHz - Estación Araucanía
- 94.7 MHz - Radio Universal (Pitrufquén)
- 95.1 MHz - Edelweiss
- 95.5 MHz - Radioactiva
- 95.9 MHz - Radio Araucana FM
- 97.5 MHz - Radio Mirador (Repetidora Pitrufquén)
- 97.9 MHz - Radio Armonía (Temuco)
- 99.5 MHz - FM Dos
- 100.7 MHz - El Conquistador FM (Temuco)
- 101.3 MHz - Radio Esperanza
- 102.1 MHz - Radio Mirador (Repetidora Cunco)
- 102.5 MHz - Romántica FM
- 103.1 MHz - Radio Cooperativa
- 103.9 MHz - Radio Agricultura
- 104.1 MHz - Radio Armonía (Repetidora Local)
- 104.7 MHz - Radio Futuro
- 105.7 MHz - Corazón
- 106.3 MHz - Radio Carolina (Temuco)

## Personas destacadas
- José Agustín Gómez Díaz (1830-1908): sacerdote
- Teodoro Wickel Kluwen (1911- 2003): ingeniero, educador y cónsul de Holanda.
- Elena Poirier (1921-1998): ilustradora.
- Osvaldo Jeldres (1929-2014): autor, coreógrafo, bailarín y compositor clásico.